# Matanuska-Susitna (distrito)
O Distrito de Matanuska-Susitna é um dos 18 distritos organizados do estado americano do Alasca. É um distrito organizado, ou seja, que possui o poder e o dever de fornecer certos serviços públicos aos seus habitantes. Sua sede de distrito é Palmer. Possui uma área de 65 423 km², uma população de 59 322 habitantes e uma densidade demográfica de cerca de 0,9 hab/km². O distrito foi criado em 1964.